# Tytthotyle
Tytthotyle is een geslacht van rechtvleugeligen uit de familie Romaleidae. De wetenschappelijke naam van dit geslacht is voor het eerst geldig gepubliceerd in 1897 door Scudder.

## Soorten
Het geslacht Tytthotyle  is monotypisch en omvat slechts de volgende soort:
- Tytthotyle maculata (Bruner, 1889)